# Katedra Zaśnięcia Najświętszej Marii Panny w Damaszku
Katedra Zaśnięcia Najświętszej Marii Panny w Damaszku – katedra melchickiego patriarchatu Antiocheńskiego. Położona jest w starej dzielnicy Damaszku, obok katedry Matki Bożej.

## Architektura
Świątynia murowana, trójnawowa, z dwiema wieżami, kopułą i arkadową fasadą.

## Wnętrze
Wewnątrz znajduje się bogato zdobiony ikonostas w klasycznym stylu bizantyjskim. Obok ikonostasu stoi tron patriarszy w tradycyjnym stylu wschodnim. Po obu stronach nawy głównej znajdują się dwie drewniane ambony.

## Historia
W 2001 roku katedrę odwiedził papież Jan Paweł II.